# Zoë Heller

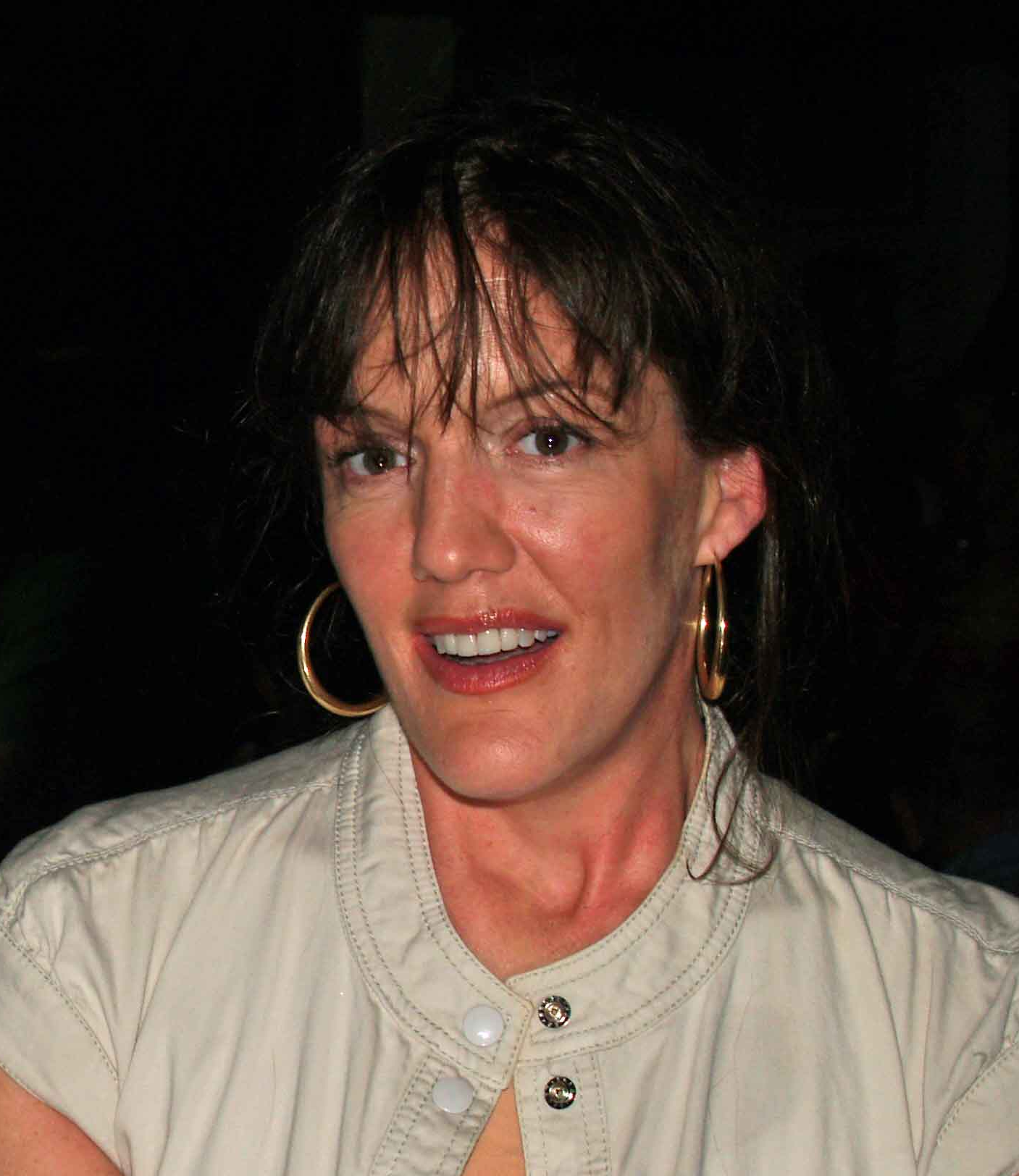
Zoë Heller (2014)

Zoë Heller (* 7. Juli 1965 in London) ist eine britische Journalistin und Schriftstellerin.

## Biografie
Heller wurde 1965 im Norden Londons als jüngstes von vier Kindern des deutsch-jüdischen Flüchtlings Lukas Heller geboren, der sich einen Namen als Drehbuchautor machte. Nach ihrem Englischstudium an der University of Oxford in Großbritannien und der Columbia University in den Vereinigten Staaten schlug sie eine Karriere als Journalistin ein. Anfänglich schrieb sie Buchkritiken für diverse Tageszeitungen, war später als Feuilletonistin bei The Independent tätig und kam über eine vierjährige Arbeit bei der Sunday Times schließlich zum Daily Telegraph, wo sie seitdem als Kolumnistin arbeitet. Im Jahr 2002 wurde sie für ihre Verdienste zur „Kolumnistin des Jahres“ gewählt.
Neben ihrer Arbeit als Journalistin veröffentlichte Heller 1999 ihren ersten Roman Everything You Know, gefolgt von What Was She Thinking: Notes on a Scandal (2003), der 2006 mit Judi Dench und Cate Blanchett verfilmt wurde, und The Believers im Jahr 2007.
Im Jahr 2007 heiratete Heller den Drehbuchautor und Produzenten Lawrence Konner, mit dem sie zwei gemeinsame Töchter bekam. Das Paar trennte sich jedoch im Jahr 2010. Um 2010 war Heller auch für das Style Magazine der New York Times tätig.

## Veröffentlichungen (Auswahl)
- 1999: Everything You Know.
- 2003: What Was She Thinking: Notes on a Scandal („Tagebuch einer Verführung“ bzw. „Tagebuch eines Skandals“).
- 2007: The Believers.